# Skład tekstu

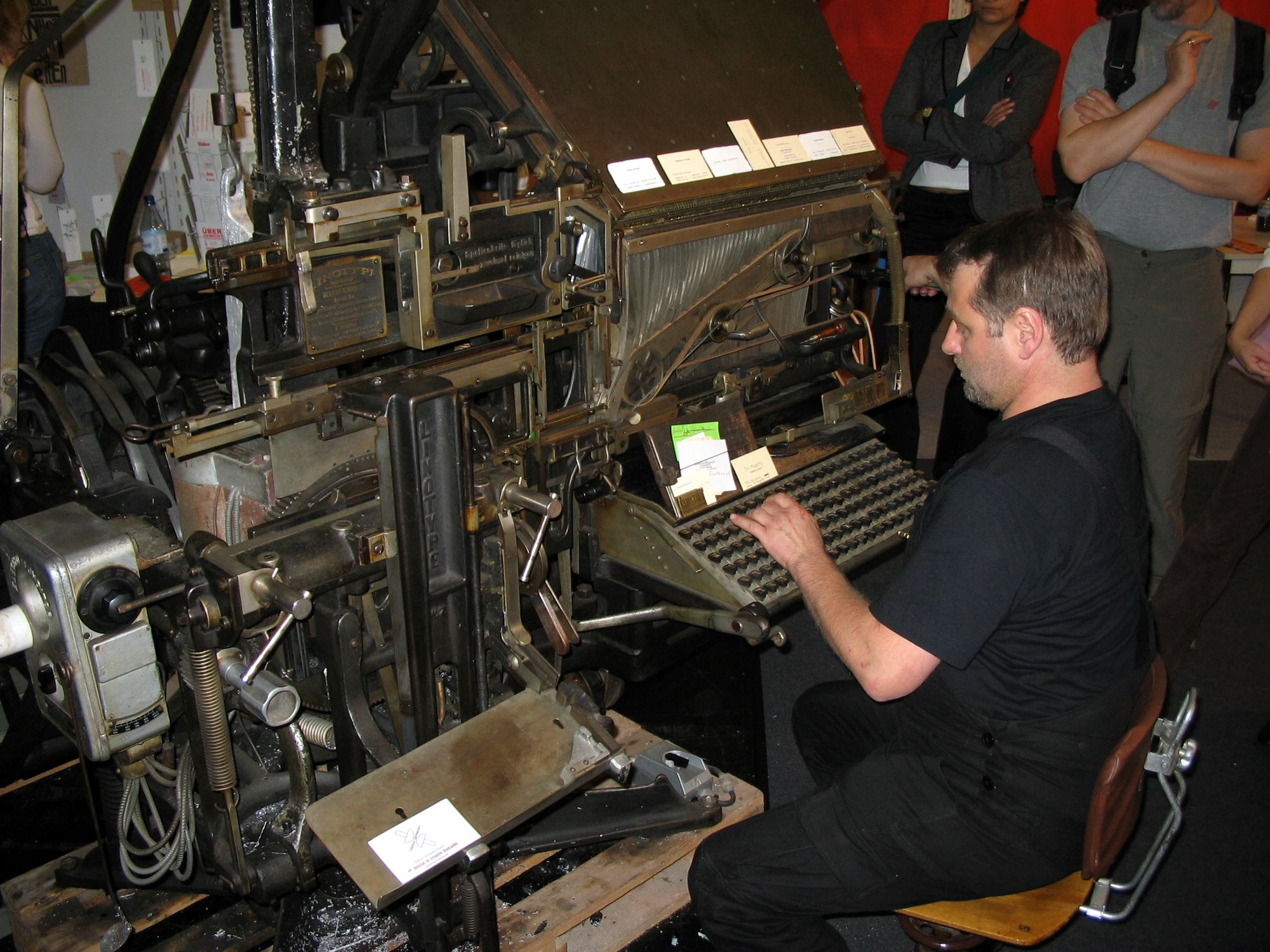
Składanie na linotypie

Skład – termin zecerski (dziś już historyczny) oznaczający tekst, który powstał fizycznie, czyli został ułożony z czcionek lub wierszy linotypowych (a także innych elementów, jak monotypy, linie czy justunek). Skład ma postać szpalty i będzie dopiero łamany. Składem jest także tabela, już złożona, ale jeszcze nie włamana w kolumnę.
Czynność, w wyniku której powstawał tekst uformowany w taki sposób, nazywano składaniem, i to niezależnie od tego, czy odbywała się ona całkowicie ręcznie, czy też pomagały w niej w pierwszej fazie maszyny odlewające linotypy i monotypy.
Podstawowymi cechami złożonego tekstu były: ustalony krój pisma w określonej odmianie i stopniu oraz szerokość wierszy.

## Współczesność
W DTP za niezbyt dokładny odpowiednik składu należy uważać sam tekst w takiej postaci, że można nim dowolnie dysponować w programach komputerowych (a więc tekst zapisany w postaci znaków, a nie obrazu). Za czynność składania można uznać dowolną metodę pozyskania tekstu, a więc: przepisanie tekstu z klawiatury, utworzenie go w programie OCR, wydobycie danych tekstowych z pliku o dowolnym formacie itp. Za typowy program do składu tekstu należy uważać edytor tekstu, natomiast programy określane jako programy do składu publikacji, są tak naprawdę programami do ich łamania (chociaż oferują również możliwości wprowadzania tekstu ręcznie znak po znaku), ponieważ publikacji się nie składa, składa się tekst, który później będzie łamany na stronach publikacji.

## Wybór terminów związanych ze składem
- skład gorący – skład, przy wytworzeniu którego na którymkolwiek z etapów doszło do roztopienia stopu drukarskiego. Zwyczajowo oznacza to odlewanie tekstu w postaci wierszy linotypowych, a także maszynowe odlewanie tekstu w postaci ułożonych już, ale pojedynczych czcionek – monotypów. Skład gorący jako szybszy, zmechanizowany jest antonimem powolnego składu ręcznego.
- skład komputerowy – skład wykonany w całości za pomocą programów komputerowych.
- skład maszynowy – skład, który powstał w dużym stopniu metodami zautomatyzowanymi. Zawiera się w tym pojęciu zarówno skład gorący, jak i składanie czcionek w składopisach (urządzenia sterujące maszynami zecerskimi), jak i praca na urządzeniach fotoskładu, ale termin ten oznacza również pracę na komputerze w programie do składu.
- skład ręczny – ręczne układanie tekstu z czcionek.